# Egibi
Egibi ist der Name einer vornehmen babylonischen Händlerfamilie, die von der Regierungszeit Nebukadnezars II. bis zu Beginn der Regierungszeit Xerxes’ I. verfolgt werden kann. Insgesamt fünf Generationen dieser Familie sind der Wissenschaft heute bekannt, denen Itti-Marduk-Balatu, Nabu-aḫḫe-iddina, Nuptaja und Šulaja angehörten.
Die Familie Egibi ist durch ihr umfangreiches, bei Ausgrabungen gefundenes Archiv bekannt, welches ihren Aufstieg zu Wohlstand durch Verpachtung von Ländereien und Kreditgeschäfte dokumentiert. Es gehört zusammen mit dem kleineren Archiv des Geschäftsmannes Iddin-Marduk, mit dem die Familie Egibi enge Beziehungen pflegte, zu den wichtigsten Quellen zur Erforschung von Geschäfts- und Rechtsleben im chaldäischen und achämenidischen Babylon dar.